# Élections constituantes de 1946 dans les Hautes-Alpes
Les élections constituantes de 1946 ont lieu le 2 juin 1946.

## Mode de scrutin
Les Députés sont élus selon le système de représentation proportionnelle suivant la règle de la plus forte moyenne dans le département, sans panachage ni vote préférentiel. 
Il y a 586 sièges à pourvoir.
Dans le département de les Hautes-Alpes, deux députés sont à élire.

## Députés sortants et députés élus
| Députés sortants | Parti | Parti | Députés élus    | Parti | Parti |
| ---------------- | ----- | ----- | --------------- | ----- | ----- |
| Louis Richier    |       | PRL   | Maurice Petsche |       | PPUS  |
| Gaston Julian    |       | PCF   | Gaston Julian   |       | PCF   |

## Résultats

### Résultats à l'échelle du département
| Parti    | Parti    | Tête de liste           | Résultats | Résultats | Sièges |  |
| Parti    | Parti    | Tête de liste           | Voix      | %         | Sièges |  |
| -------- | -------- | ----------------------- | --------- | --------- | ------ |  |
|          | PCF      | Gaston Julian           | 13 165    | 31,31     | 1      |  |
|          | PPUS     | Maurice Petsche         | 11 636    | 27,67     | 1      |  |
|          | MRP      | Antonin Maly            | 10 076    | 23,96     |        |  |
|          | SFIO     | Eugène Pellegrin        | 5 776     | 13,74     |        |  |
|          | PRV      | Jean Michard-Pellissier | 1 398     | 3,33      |        |  |
|          |          |                         |           |           |        |  |
| Inscrits | Inscrits | Inscrits                | 55 694    | 100,00    |        |  |
| Votants  | Votants  | Votants                 | 42 776    | 76,81     |        |  |
| Exprimés | Exprimés | Exprimés                | 42 051    | 98,31     |        |  |